# Pałac w Bejscach
Pałac w Bejscach – położony w województwie świętokrzyskim, w powiecie kazimierskim.
Budynek wraz z parkiem i ogrodem zostały wpisane do rejestru zabytków nieruchomych województwa świętokrzyskiego.

## Historia

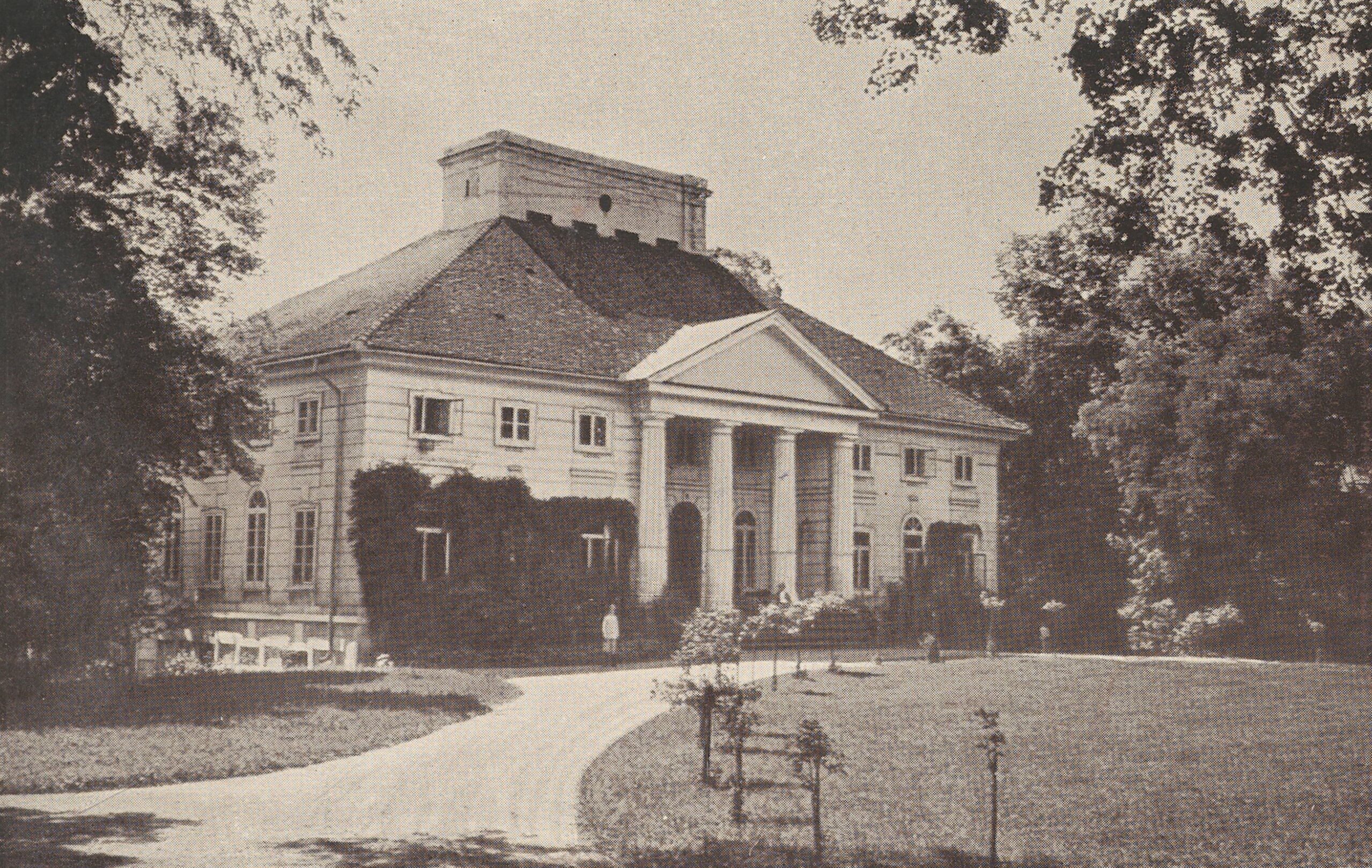
Pałac przed 1911

Klasycystyczny pałac, wybudowany w 1802 roku według projektu jednego z czołowych architektów epoki klasycyzmu, Jakuba Kubickiego, autora między innymi pałacu w Białaczewie, Młochowie i Pławowicach, dla Marcina Badeniego herbu Bończa, późniejszego ministra sprawiedliwości Królestwa Polskiego. W 1945 roku pałac został upaństwowiony a ziemia rozparcelowana. W latach 1946–1947 w obiekcie mieściła się szkoła rolnicza. Od 1947 do 1952 roku siostry z Zakonu Sercanek z Krakowa sprawowały opiekę nad osobami starszymi. Od 1956 roku w budynku funkcjonuje państwowy dom opieki dla dorosłych, przemianowany w 1972 na dom pomocy społecznej .

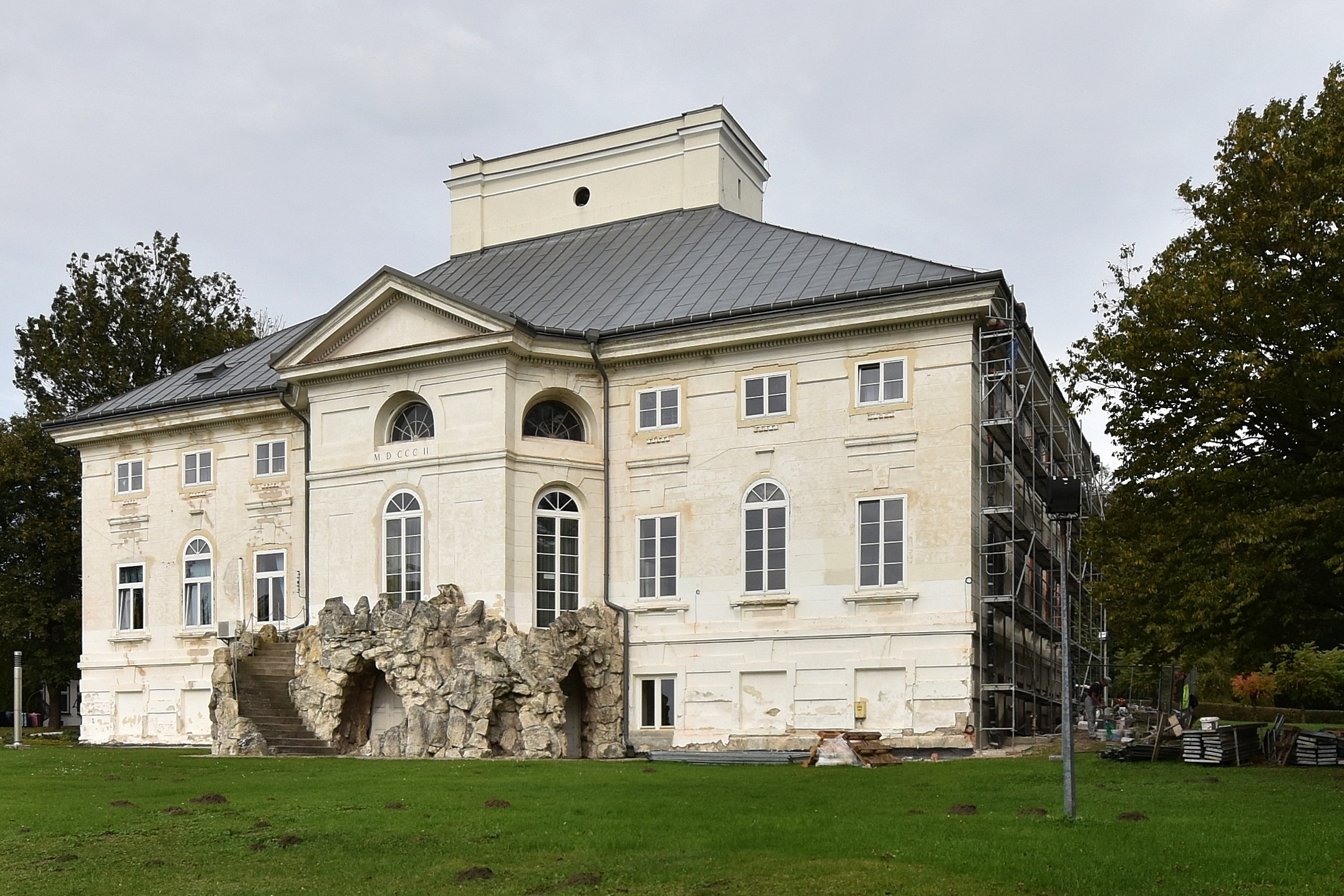
Pałac, elewacja ogrodowa

## Architektura
Pałac usytuowany jest na opadającym ku południowi zboczu, frontem zwrócony ku północy. Pałac posadowiony jest na rzucie prostokąta, piętrowy, wzniesiony na potężnych sklepionych piwnicach, od strony ogrodów ponad poziomem terenu z powodu jego spadku. Na głównej osi znajduje się wgłębny (cofnięty od lica elewacji) portyk wejściowy z płytkim ryzalitem, w którym cztery kolumny w stylu toskańskim są belkowanie i trójkątny pozbawiony jakiejkolwiek dekoracji tympanon. Na belkowaniu portyku pałacu znajduje się napis: Praca nadała spoczynek. Po obu stronach portyku zaprojektował Kubicki po trzy osie okienne, akcentując środkowe z nich poprzez zastosowanie półkoliście zamkniętych okien. Piętro jest niższe od parteru; w elewacji jest to wyraźnie zaznaczone poprzez użycie niższych okien. Takie rozwiązanie elewacji odzwierciedla charakter użytkowania tej kondygnacji – przeznaczonej na pokoje sypialne, odróżniając ją zdecydowanie od parteru, gdzie autor zlokalizował pomieszczenia reprezentacyjne. Nad dachem góruje masywna bryła komina, a właściwie bloku obejmującego kilka kominów połączonych parawanowymi ściankami, charakterystyczna dla twórczości Kubickiego. Niemal identyczne rozwiązanie kominów pojawi się za lat dwadzieścia w innym jego dziele, w warszawskim Belwederze.
Od ogrodu środkowy ryzalit ma kształt trójboczny, gdyż obejmuje fragment kolistego salonu, umieszczonego przez projektanta na głównej osi, za wejściowym hallem. W przyziemiu tegoż ryzalitu dostawiona jest sztuczna grota, wykonana z narzutowych głazów, podmurowująca wąski taras. Elewacje są boniowane, a wieńczy je gzyms z ząbkowaniem. Dach jest czterospadowy, pokryty blachą .
Układ wnętrza pałacu jest trójdzielny; jego środkową część zajmują: portyk, hall i kolisty salon wysoki na dwie kondygnacje. Od wschodu znajdują się pomieszczenia w trzech traktach, w tym: owalna klatka stykająca się z hallem i również owalny gabinet na południowo – wschodnim narożniku budynku. Od zachodu układ jest dwutraktowy: przylegający do hallu duży pokój z półkolistą wnęką, za którym Kubicki umieścił „gospodarczą” klatkę schodową i od południa duży, trójokienny salon. Na piętrze pokoje „frontowe” oddzielone są od „ogrodowych” sklepionym korytarzem łączącym obie klatki schodowe.
Najbardziej reprezentacyjne wnętrze otrzymał salon. Jego ściany rozdzielają półkoliste wnęki umieszczone na przemian z płycinami zawierającymi malowidła w stiukowych obramieniach. W poziomie piętra salon doświetlony jest półkolistymi oknami zawartymi w czymś w rodzaju tamburu wspartego na belkowaniu i kroksztynowym gzymsie. Ponad bębnem nie ma jednak kopuły, tylko sklepienie zwierciadlane o szerokiej fasecie wypełnionej stiukową kratą. Zabytkowe pomieszczenia są udostępniane do zwiedzania. Wewnątrz oglądać można zdobione m.in. techniką chiaroscuro – owalny salon oraz gabinety. 

## Otoczenie
Pałac znajduje się w parku krajobrazowym, według założeń Francuza Augustyna Denizot, z połowy XIX wieku. Na terenie parku znajdują się trzy stawy oraz pole biwakowe . 
Na terenie ośrodka funkcjonowało gospodarstwo pomocnicze, które rozpoczęło zajęcia z hipoterapii dla osób z niepełnosprawnościami .